# Polska Scena Punk Vol.5
Polska Scena Punk Vol.5 – album muzyczny zawierający utwory różnych polskich wykonawców muzycznych zaliczanych do sceny punkrockowej wydany w 2002 r. Ukazał się nakładem wytwórni muzycznej GRS Tapes, a nośnikiem danych dla ścieżki dźwiękowej była jedna kaseta magnetofonowa. Była to piąta publikacja w ramach serii albumów wydawanych pod szyldem Polska Scena Punk.

## Historia

### Wydanie pierwsze
Pomysł, idea, ale przede wszystkim również możliwość wydania albumów serii Polska Scena Punk wynikły z faktu, że Piotr Giglewicz, lider zespołu Uliczny Opryszek, wcześniej także wspólnie ze swoim bratem, Mariusze Giglewiczem (w różnych okresach czasu m.in. Nauka o Gównie, Uliczny Opryszek), zgromadził bardzo dużą kolekcję historycznych nagrań, często nigdzie niedostępnych. W kolekcji tej są dema, bootlegi i dawne albumy, często już w czasie ich publikacji trudno dostępne. Dzięki temu w prowadzonej przez Mariusza Gilewicza wytwórni muzycznej „GRS Tapes” rozpoczęto wydanie albumów z tej serii wydawniczej. Pierwszy album pod tytułem „Polska Scena Punk” ukazał się w 1997 r. Na jego okładce wydawca zapowiedział, że jest to pierwsza kompilacja z planowanych wydawnictw cyklicznych. Wypełniając tę deklarację i kontynuując rozpoczętą serię wydawniczą, wydawca opublikował jeszcze w tym samym roku drugą składankę w serii, już z określeniem w tytule numeru w ramach cyklu wydawniczego, pod tytułem „Polska Scena Punk Vol.2”, a następnie kolejno: „Polska Scena Punk Vol.3” z 2000 r., album „Polska Scena Punk Vol.4” z 2002 r., a po nim jeszcze w tym samym roku następny, niniejszy album, który otrzymał tytuł „Polska Scena Punk Vol.5”.

### Reedycja
W późniejszym czasie wydano także reedycję tego albumu, która została zapisana już na płycie kompaktowej wydanej już przez NOG Records. W tym wydaniu albumu zamieszczono wszystkie utwory z wydania pierwszego. Kolejność utworów na płycie nie zmieniła się względem kasety. Do dystrybucji krążka zastosowano obwolutę w standardzie typu digipack.

### Polska Scena Punk Vol.5 – Młodzi Gniewni
Mariusz Gilewicz na bazie swoich doświadczeń z wytwórnią „GRS Tapes”, w ramach której wydawał albumy muzyczne zamieszczane na kasetach magnetofonowych, założył z kolei wytwórnię NOG Records, w której wydawnictwa ukazywały się przede wszystkim już na płytach kompaktowych, ale również na płytach gramofonowych. Kontynuowano tu wydawania albumów pod hasłem „Polska Scena Punk”, w tym ukazał się album pod tytułem „Polska Scena Punk Vol.5”. Miał on jednak dodany podtytuł „Młodzi Gniewni” i całkowicie nowy zestaw utworów innych w przeważającej części niż w niniejszym albumie wykonawców. Wydano go na jednej płycie kompaktowej w 2022 r. Pełny tytuł tego albumu brzmi „Polska Scena Punk Vol.5 – Młodzi Gniewni”.

## Album
Album muzyczny „Polska Scena Punk Vol.5” został wydany w 2002 r., w Polsce, przez wytwórnię muzyczną GRS Tapes. Jako nośnik danych dla ścieżki dźwiękowej zastosowano jedną kasetę magnetofonową. W ramach wymienionej wytwórni muzycznej album otrzymał identyfikator: 032. Jest albumem kompilacyjnym. Zawiera 21 utworów muzycznych. Na stronie A taśmy magnetycznej znajduje się dziesięć piosenek, a na stronie B zamieszczono jedenaście piosenek.

## Muzyka i wykonawcy
Muzyka zaprezentowana w ramach albumu należy do kilku nurtów muzycznych przynależnych do gatunku muzycznego jakim jest rock, przy czym wykonawcy, których utwory zamieszczono w albumie postrzegani są jako przynależni do muzycznej sceny alternatywnej, niezależnej. Pośród wspominanych nurtów muzycznych, do których zaliczane są prezentowane utwory, dominuje punk rock. W albumie zamieszczono utwory 16 różnych wykonawców. Są to następujące zespoły: 3 Sztachy Wolności, Babayaga Ojo, The Brynols, Brzytwa Ojca, Bunkier, Buntownik, Czerwone Kościoły, Eon, Exterminans, Ferajna, Kalesony Boga Wojny, Matka Buzka, Uliczny Opryszek, Welcome Idiots, Zakon Żebrzących, Życie. Zamieszczono po dwa utwory muzyczne zespołów The Brynols, Brzytwa Ojca, Buntownik, Czerwone Kościoły, Zakon Żebrzących, a w przypadku pozostałych kapel zamieszczono po jednym utworze każdej z nich.

## Utwory
| Lp. | Wykonawca           | Tytuł                  | kaseta strona, numer |
| --- | ------------------- | ---------------------- | -------------------- |
| 1   | Czerwone Kościoły   | Jak                    | A1                   |
| 2   | Buntownik           | Policjant              | A2                   |
| 3   | Bunkier             | Znaczenie              | A3                   |
| 4   | Uliczny Opryszek    | RAAF                   | A4                   |
| 5   | Brzytwa Ojca        | Ameryka                | A5                   |
| 6   | Babayaga Ojo        | Żądza krwi             | A6                   |
| 7   | Życie               | Do wojennych morderców | A7                   |
| 8   | Zakon Żebrzących    | Robol                  | A8                   |
| 9   | Welcome Idiots      | Tango                  | A9                   |
| 10  | Ferajna             | Potupaja               | A10                  |
| 11  | The Brynols         | Russian Power          | B1                   |
| 12  | Matka Buzka         | Gdy świat przestanie   | B2                   |
| 13  | Brzytwa Ojca        | Giną miasta            | B3                   |
| 14  | Exterminans         | Starzy kumple          | B4                   |
| 15  | Kalesony Boga Wojny | Kłamcy                 | B5                   |
| 16  | Zakon Żebrzących    | Pochód                 | B6                   |
| 17  | Buntownik           | Dominacja              | B7                   |
| 18  | Czerwone Kościoły   | Wybierz stronę         | B8                   |
| 19  | 3 Sztachy Wolności  | Komunikaty             | B9                   |
| 20  | The Brynols         | Punk                   | B10                  |
| 21  | Eon                 | Skowyt                 | B11                  |